# Підпалий Сергій Іванович
Сергій Іванович Підпалий (рос. Сергей Иванович Подпалый, нар. 13 вересня 1963, Київ) — радянський, згодом російський футболіст, захисник.
Насамперед відомий виступами за клуби «Зеніт», «Локомотив» (Москва) та «Динамо» (Москва), а також національну збірну Росії.

## Клубна кар'єра
У дорослому футболі дебютував 1982 року виступами за футбольну команду другої союзної ліги «Динамо» з Кірова. Наступного року перейшов до складу команди «Геолог» (Тюмень), в якій провів чотири сезони, взявши участь у 141 матчі чемпіонату. 
Згодом з 1988 по 1989 рік грав у складі команд клубів «Зеніт» та «Шахтар» (Донецьк).
Своєю грою за останню команду знову привернув увагу представників тренерського штабу клубу «Зеніт», до складу якого повернувся 1989 року. Цього разу відіграв за санкт-петербурзьку команду наступні один сезон своєї ігрової кар'єри. Більшість часу, проведеного у складі «Зеніта», був основним гравцем захисту команди.
Протягом 1991—1991 років знову захищав кольори команди клубу «Геолог» (Тюмень).
1991 року уклав контракт з клубом «Локомотив» (Москва), у складі якого провів наступні три роки своєї кар'єри гравця.  Граючи у складі московського «Локомотива» також здебільшого виходив на поле в основному складі команди.
Протягом 1994—1994 років захищав кольори команди клубу «Хапоель» (Хайфа).
З 1995 року один сезон захищав кольори команди клубу «Динамо» (Москва).  Тренерським штабом нового клубу також розглядався як гравець «основи».
Протягом 1996—2000 років захищав кольори клубів «Динамо» (Ставрополь), «Тюмень», «Локомотив» (НН) та «Торпедо-ЗіЛ».
Завершив професійну ігрову кар'єру в білоруському клубі «Гомель», за команду якого виступав у 2001 році.

## Виступи за збірну
1992 року дебютував в офіційних матчах у складі національної збірної Росії. Протягом кар'єри у національній команді, яка тривала усього 3 роки, провів у формі головної команди країни лише 2 матчі.

## Тренерська кар'єра
Завершивши виступи на футбольному полі у 2001, відразу ж перейшов на тренерську роботу, очоливши тренерський штаб команди клубу «Гомель», з якою працював до 2004 року.
Згодом працював з іншою білоруською командою, «Торпедо-СКА», та російськими клубами «Носта» і «Тюмень».
2011 року став головним тренером латвійського «Вентспілса», команду якого очолював до 2012 року.

## Досягнення
Гравець
- Володар Кубку Росії (1): 1995

Тренер
- Володар Кубку Білорусі (1): 2002